# Pomnik Rozstrzelanych Zakładników z Nowego Sącza
Pomnik Rozstrzelanych Zakładników z Nowego Sącza – żelbetowa rzeźba plenerowa przy  Alei Juliusza Słowackiego we Wrocławiu.

## Historia
Rzeźba pełniąca obecnie jedynie funkcje dekoracyjne jest w rzeczywistości modelem w skali 1:2 pomnika poświęconego pamięci zakładników rozstrzelanych w czasie okupacji hitlerowskiej w Nowym Sączu, autorstwa Władysława Hasiora. Rzeźba została wykonana w latach 1966-1968, autor otrzymał za nią nagrodę ministra kultury. Do realizacji pomnika jednak nie doszło, w wyniku sprzeciwu miejscowych władz, początkowo sposób przedstawienia postaci interpretowano jako nawiązanie do ukrzyżowania Chrystusa i dlatego projekt został odrzucony. Później, w roku 1975, gdy planowane było na nowo ustawienie pomnika, płonący ogień stanowiący nieodłączny element dzieła interpretowany był jako ukryty symbol partyzanta walczącego z systemem komunistycznym - Józefa Kurasia ps. Ogień. W roku 1971 rzeźba została zakupiona przez Muzeum Architektury we Wrocławiu i ustawiona w miejscu w którym stoi do dziś. W latach 70, w dniu Wszystkich Świętych, pracownicy muzeum zapalali płomienie na pomniku, za pomocą specjalnie przygotowanego do tego paliwa. Później jednak tradycja zanikła, ostatni raz odpalenie płomieni miało miejsce w roku 2003.

## Opis
Kompozycja rzeźbiarska składa się z czterech elementów. Cztery rzeźby przypominające kształtem postacie ludzkie miały symbolizować męczeństwo zamordowanych zakładników. Każda z czterech rzeźb posiada specjalne koryto, w którym umieszczane miało być paliwo służące do odpalania płomienia. Płonący stale płomień miał być symbolem pamięci o zamordowanych zakładnikach.